# 庫羅爾特諾耶湖

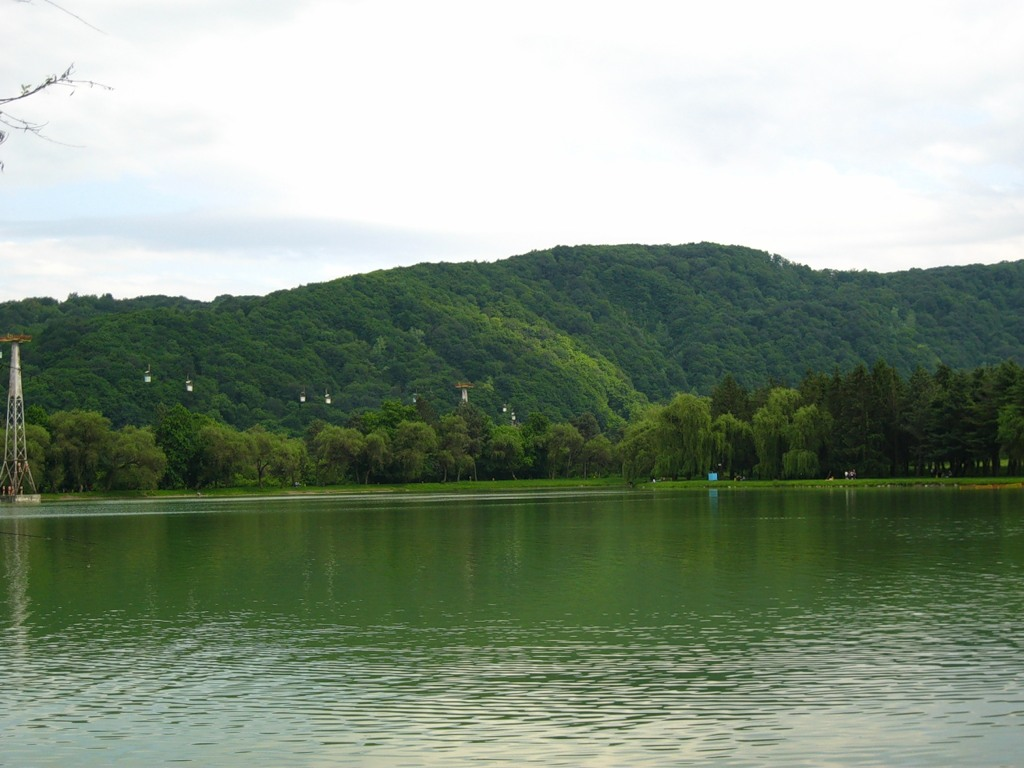

43°27′28″N 43°35′17″E / 43.45778°N 43.58806°E
庫羅爾特諾耶湖（俄语：Курортное озеро），是俄羅斯的人工湖泊，位於該國西南部，由卡巴爾達-巴爾卡爾共和國負責管轄，海拔高度577米，平均水深3米，最大水深7米，該湖在1960年初建成。